# Davide Toneatti
Davide Toneatti (Tolmezzo, 9 aprile 2001) è un ciclocrossista, mountain biker e ciclista su strada italiano che corre per l'XDS Astana Team. È professionista dal 2025.

## Palmarès

### Strada
- 2024 (Astana Qazaqstan Development Team, una vittoria)

2ª tappa Belgrado-Banja Luka (Zvornik > Vlasenica)

### Cross
- 2017-2018 (Juniores)

Trofeo Città di Gorizia, Junior (Gorizia)
- 2018-2019 (Juniores)

International Cyclocross Selle SMP, Junior (Brugherio)
Ciclocross del Ponte, Junior (Faè)
Trofeo Città di Gorizia, Junior (Gorizia)
Gran Premio Città di Vittorio Veneto, Junior (Vittorio Veneto)
- 2021-2022

International Cyclocross Selle SMP (Brugherio)
Internazionale CX San Colombano (San Colombano Certenoli)
Campionati italiani, Under-23
Campionati del mondo, Staffetta mista (con Samuele Leone, Silvia Persico e Lucia Bramati)
- 2022-2023

Trofeo Città di Firenze (Firenze)
Turin International Cyclocross (San Francesco al Campo)

### Mountain bike
- 2018

SloXcup XCO Kamnik, Cross country Junior (Kamnik)
SloXcup XC Kocevje, Cross country Junior (Kočevje)
- 2019

Kozara MTB Cup, Cross country Junior (Prijedor)
XCO Samobor, Cross country Junior (Samobor)
La Thuile, 5ª prova Internazionali d'Italia Series, Cross country Junior (La Thuile)

## Piazzamenti

### Classiche monumento
- Giro delle Fiandre

2025: 68º
- Parigi-Roubaix

2025: ritirato

### Competizioni mondiali
- Campionati del mondo di ciclocross

Valkenburg 2018 - Junior: 60º
Bogense 2019 - Junior: 44º
Dübendorf 2020 - Under-23: 35º
Fayetteville 2022 - Staffetta mista: vincitore
Fayetteville 2022 - Under-23: 18º
Hoogerheide 2023 - Staffetta mista: 5º
Hoogerheide 2023 - Under-23: 23º
- Campionati del mondo di mountain bike

Mont-Sainte-Anne 2019 - Cross country Junior: 13º
Val di Sole 2021 - Cross country Under-23: 29º

### Competizioni continentali
- Campionati europei di ciclocross

Rosmalen 2018 - Junior: 22º
Silvelle 2019 - Under-23: 31º
's-Hertogenbosch 2020 - Under-23: 11º
Drenthe-Col du VAM 2021 - Under-23: 15º
Namur 2022 - Under-23: 4º
- Campionati europei di mountain bike

Brno 2018 - Cross country Junior: 7º